# 梅艷芳 (電影)
《梅艷芳》（英語：Anita）是一部2021年香港传记剧情电影，由导演梁樂民担任執導及编剧，江志強监制，由王丹妮、劉俊謙、廖子妤、林家棟、古天樂、楊千嬅及楊祐寧领衔主演，本故事是根据已故的香港艺人乐坛巨星梅艳芳的真实经历包括親情、愛情、友情、事業發展改编，也是向其致敬的作品，讲述梅艳芳一生的传奇经历。
本片於2021年11月12日上映，並位列於香港最高電影票房收入列表華語電影排行第六位，僅次於本片導演梁樂民前作《寒戰II》。
本片足本導演版以五集迷你劇形式，於2022年2月2日在Disney+（香港、台灣、新加坡）Disney+ Hotstar（馬來西亞）每逢週三下午4時上線。其後全集於2022年3月底開始陸續在全球其他地區的Disney+上線。電影版於2022年7月2日晚上9:30在Disney+上架。8月13日上架電影4K版本。本片將代表香港角逐第95屆奧斯卡金像獎最佳國際影片獎。
《梅艷芳》 電影除了在很多國家上映外，還於各地的電影節放映，包括於2021年10月韓國釜山國際電影節、2022年3月日本大阪國際電影節、2022年4月美國聖地牙哥亞洲電影節、2022年5月奧地利維也納亞洲電影節、2022年7月西班牙維克亞洲夏季電影節及2022年8月北京國際大學生電影節。

## 劇情
梅艷芳與胞姊梅愛芳在孩童時於荔園賣唱及巧遇鄭少秋而開始演藝生涯，及後得黎小田賞識，贏得無綫電視與華星唱片合辦的第一屆新秀歌唱比賽後與華星簽約。有一次因為前輩（按：電影提及Johnny Ip，即葉振棠）失場，她自薦頂替到夜總會表演，為她與張國榮首次同台演出，張國榮則因為選錯歌而未能令聽眾投入，梅艷芳在尖東維港岸邊安慰他，承諾日後誰在紅館開演唱會，對方都要當嘉賓，而且不准收費。
日籍歌手後藤夕輝（按：影射近藤真彥）訪港，二人一見鍾情，但有一次二人在舊式日本旅館度假，後藤的社長趕至與他爭吵，躲在衣櫃裡的梅艷芳用錄音機錄下對話翻譯成中文，知道後藤的難處，戀情最後無疾而終。回港後有導演找她拍《胭脂扣》，問她想誰當男主角，她第一時間回答：「張國榮」。《胭脂扣》為她帶來金馬獎的榮譽，後來演出無數電影。
有一次與朋友於夜場慶祝生日，期間黑幫頭目欲邀請她獻唱被她拒絕，黑幫頭目盛怒下搧了她一巴。梅艷芳因而避走泰國清邁，並且在那裡與當時的男朋友林國斌共渡了大半年的光景，後與林國斌分手並返回香港。從此她志力公益，為流浪者派飯，亦到中國大陸籌建義學。
2000年，梅愛芳得子宮頸癌逝世，隨後梅艷芳在二三年內亦得此病。而張國榮因情緒病於文華酒店跳樓身亡，讓梅艷芳崩潰。她去了日本時與後藤見最後一面，後返港接受化療。儘管得到徒弟和眾友人們反對，梅艷芳穿著劉培基為她設計婚紗，舉行最後一次演唱會，作嫁給舞台的決心，在舞台上獻唱《夕陽之歌》。演唱會後四十五日，梅艷芳於2003年12月30日去世，終年40歲。

## 演員表
| 演員                    | 角色             | 昵称/职位/備註 | 國語配音 |
| 陳禛（童年）            | 梅艷芳           | Anita、阿梅、梅姐 珠女（梅愛芳專稱） 依依（早年與梅愛芳合以「伊麗娜姐妹」名義登台之藝名） 香港天后巨星，歌后及影后 張國榮、劉培基之摯友 後藤夕輝、Ben之前女友 |          |
| 王丹妮                  | 梅艷芳           | Anita、阿梅、梅姐 珠女（梅愛芳專稱） 依依（早年與梅愛芳合以「伊麗娜姐妹」名義登台之藝名） 香港天后巨星，歌后及影后 張國榮、劉培基之摯友 後藤夕輝、Ben之前女友 | 王丹妮   |
| 劉俊謙                  | 張國榮           | Leslie、哥哥 香港天皇巨星，歌王及影帝 梅艷芳、劉培基之摯友 | 常進     |
| 甄敏鴻（童年）          | 梅愛芳           | Ann 依娜（早年與梅艷芳合以「伊麗娜姐妹」名義登台之藝名） 梅艷芳之姊姊                                                                                         |          |
| 廖子妤                  | 梅愛芳           | Ann 依娜（早年與梅艷芳合以「伊麗娜姐妹」名義登台之藝名） 梅艷芳之姊姊                                                                                         |          |
| 古天樂                  | Eddie            | Eddie 时装设计师 梅艷芳之形象設計师兼恩師 梅艷芳、张国荣之摯友 原型为劉培基                                                                                   |          |
| 中島步                  | 後藤夕輝         | 梅艷芳之男友 日本當紅偶像歌手 原型为近藤真彦 |          |
| 楊祐寧 粵語配音：海俊傑 | 林國斌           | Ben 梅艷芳之男友，為救梅艷芳帶手下與郭老闆對峙，後陪梅艷芳遠走泰國避難                                                                                        | 楊祐寧   |
| 林家棟                  | 蘇孝良           | 蘇先生 華星唱片公司總經理 | 赵毅     |
| 楊千嬅                  | 陳淑芬           | Florence 華星唱片公司唱片部經理 | 邱秋     |
| 白只                    | 黎小田           | Michael 作曲家、華星唱片音樂製作人 |          |
| 蔣志光                  | 伦永亮           | 音樂製作人 時為錄音室員工 |          |
| 胡子彤                  | 蔡一智           | 草蜢成員 梅艷芳之徒弟 |          |
| 柯煒林                  | 蔡一傑           | 草蜢成員 梅艷芳之徒弟 |          |
| 李任燊                  | 蘇志威           | 草蜢成員 梅艷芳之徒弟 |          |
| 陳家樂                  | 鄭少秋           | 荔園表演者 |          |
| 楊詩敏                  | 安妮姐姐         | 荔園表演者 |          |
| 陳柏宇                  |                  | 荔園樂隊主音 |          |
| 李子雄                  | 何冠昌           | 電影製作人、嘉禾電影創辦人之一 梅艷芳之契爺 | 姜小亮   |
| 黃 進                   | 关锦鹏           | 电影《胭脂扣》导演 |          |
| 朱鑑然                  |                  | 梅艷芳之男友 鐵達時手錶廣告男主角 原型為劉米高 只在導演版登場                                                                                                 |          |
| 邵仲衡                  | 郭老闆           | 黑幫頭目，掌摑梅艷芳之人 原型为黃朗維 |          |
| 姜文杰                  |                  | 阿Joe，郭老闆手下 |          |
| 阮德鏘                  | 事頭             | 大牌檔老闆 |          |
| 何啟華                  | 達仔             | 大牌檔侍應 |          |
| 袁鎮業                  |                  | 婚宴新郎 |          |
| 張松枝                  |                  | 張兆聰醫生 |          |
| 袁富華                  |                  | 歌廳東主 |          |
| 王敏奕                  | MIWA             | 後藤夕輝唱片發佈會主持及私人翻譯 |          |
| 鍾雪瑩                  |                  | 梅艷芳歌迷 |          |
| 鍾溥敏                  |                  | 酒樓侍應 |          |
| 羅永昌                  |                  | 電視台清談節目監制 |          |
| 韋羅莎                  | 郑裕玲           | 清談節目主持 |          |
| 李敏                    | 刘天兰           | |          |
| 姜卓文                  | 许志安           | 梅艷芳之徒弟 |          |
| 蘇皓兒                  | 郑秀文           | 梅艷芳之徒弟 |          |
| 陳苑晴                  | 李蕙敏           | 梅艷芳之徒弟 |          |
| 麥芷誼                  | 何韻詩           | 梅艷芳之徒弟 |          |
| 余世騰                  |                  | 主持《1:99音樂會》申辦場地的政府康文署官员 |          |
| 鬼塚                    | 佐哥             | 《1:99音樂會》音響工程師 |          |
| 張進翹                  | 黃家駒           | Beyond主唱 只在導演版登場 |          |
| 周漢寧                  | 黃家強           | Beyond低音結他手 只在導演版登場 |          |
| 麥秋成                  | 舞蹈老師         | 梅艷芳《壞女孩》舞蹈教室 只在導演版登場 |          |
| 胡俊軒                  | 潘文皓           | 梅愛芳長子 |          |
| 岩城滉一                | 日本唱片公司社長 | 原型為尊尼事務所社長尊尼·喜多川 |          |
| 楊尚斌                  | 阿成             | 梅艷芳之助手 |          |

## 導演版
| 集數          | 片長   | 上線日期      | 導演   | 編劇          | 播放平台 |
| ------------- | ------ | ------------- | ------ | ------------- | -------- |
| 第1集         | 42分鐘 | 2022年2月2日  | 梁樂民 | 梁樂民 吳煒倫 | Disney+  |
| 第2集         | 45分鐘 | 2022年2月9日  | 梁樂民 | 梁樂民 吳煒倫 | Disney+  |
| 第3集         | 45分鐘 | 2022年2月16日 | 梁樂民 | 梁樂民 吳煒倫 | Disney+  |
| 第4集         | 43分鐘 | 2022年2月23日 | 梁樂民 | 梁樂民 吳煒倫 | Disney+  |
| 第5集（終章） | 44分鐘 | 2022年3月2日  | 梁樂民 | 梁樂民 吳煒倫 | Disney+  |

## 票房
《梅艷芳》於2021年11月12日在香港開畫，連同之前的優先場數字，開畫日累計大收港幣379萬元，就算減去優先場票房，首日票房都大收311萬元，成為2021年開畫票房最高及入場人次最多的香港電影。數字更直逼由梁朝偉、劉思慕、陳法拉主演的《尚氣與十環傳奇》開畫票房。
《梅艷芳》開畫第五周，累計票房已達港幣5,600多萬元，超越《媽媽的神奇小子》，成為2021年香港最高電影票房收入列表（華語電影）之冠。
- 第一周票房：$11,761,426，累計票房：$12,241,493（《梅艷芳》于周五开画，首周三天票房为 $11,761,426。加上优先场票房，累计票房为 $12,241,493）；
- 第二周票房：$19,124,640，累計票房：$31,366,133；
- 第三周票房：$12,471,893，累計票房：$43,838,026；
- 第四周票房：$7,510,382，累計票房：$51,366,583；
- 第五周票房：$5,309,635，累計票房：$56,679,338；
- 第六周票房：$2,188,692，累計票房：$58,868,030；
- 第七周票房：$1,786,202，累計票房：$60,654,032；
- 第八周票房：$1,495,088，累計票房: $62,148,675；
- 第九周票房：$260,770，累計票房：$62,409,445（受香港第五波疫情影響，這星期只上映了4天）
- 第十周票房：$110,778，累計票房：$62,068,723（2022年4月21日戲院重開再度上映）
- 港澳票房合共：$62,520,223。

此外，電影在內地開畫日票房为1130萬人民幣，累積票房为1.13億人民幣。而截至12月26日，台灣累計票房為10,019,424新台幣。
| 上一届： 《永恆族》 | 2021年香港一週票房冠軍 第46-49週 | 下一届： 《蜘蛛俠：不戰無歸》 |
| 上一届： 《永恆族》 | 2021年香港週末票房冠軍 第47-50週 | 下一届： 《蜘蛛俠：不戰無歸》 |

## 評價
商業電台903格的方俊傑表示：「我覺得更重要的，是導演版不以長片形式登場，而是變成五集連續劇。一集一個重點，多了停頓位、回氣位，讓電影出現的剪接過於呆板弊病，被大幅度改善。好睇度，又即時再提升好幾個層次。」
跟她现实围绕的至关重要好友成龙，刘德华，谭咏麟，曾志伟等没有亮相在角色名单，其中成龙跟她结义，慈善工作，影坛事业，合作成立香港演艺人协会等事务与她互动频繁，而电影过分把焦点放在张国荣跟她的情谊，这在电影也是非常大争议。

## 後續
- 梅艷芳親生兄長梅啟明表示他擁有梅艷芳商標權利。2021年12月2日控吿安樂電影有限公司，要求賠償。2021年12月4日梅艷芳媽媽覃美金發出聲明此事與她無關。2021年12月5日安樂電影有限公司發言人吿訴傳媒，已交給公司的法律圑隊跟進。2022年3月下旬梅啟明說不再追究。
- 住加拿大的姨甥潘文皓先後接受過東方日報及香港電台車淑梅訪問，表示很快和弟弟回港拜祭姨姨梅艷芳及探望外婆覃美金。

## 獎項及提名
| 年度 | 颁奖典礼                       | 奖项                   | 姓名                           | 结果 |
| ---- | ------------------------------ | ---------------------- | ------------------------------ | ---- |
| 2022 | 第28屆香港電影評論學會大獎     | 最佳女演員             | 王丹妮                         | 提名 |
| 2022 | 第28屆香港電影評論學會大獎     | 最佳女演員             | 廖子妤                         | 提名 |
| 2022 | 第28屆香港電影評論學會大獎     | 推薦電影               | 《梅艷芳》                     | 獲獎 |
| 2022 | 2021年度香港電影編劇家協會大奬 | 最佳角色演繹獎         | 王丹妮、陳禛                   | 提名 |
| 2022 | 2021年度香港電影編劇家協會大奬 | 推薦劇本獎             | 梁樂民、吳煒倫                 | 提名 |
| 2022 | 第40屆香港電影金像獎           | 最佳電影               | 《梅艷芳》                     | 提名 |
| 2022 | 第40屆香港電影金像獎           | 最佳導演               | 梁樂民                         | 提名 |
| 2022 | 第40屆香港電影金像獎           | 最佳女主角             | 王丹妮                         | 提名 |
| 2022 | 第40屆香港電影金像獎           | 最佳新演員             | 王丹妮                         | 獲獎 |
| 2022 | 第40屆香港電影金像獎           | 最佳男配角             | 古天樂                         | 提名 |
| 2022 | 第40屆香港電影金像獎           | 最佳女配角             | 廖子妤                         | 獲獎 |
| 2022 | 第40屆香港電影金像獎           | 最佳攝影               | 潘耀明                         | 提名 |
| 2022 | 第40屆香港電影金像獎           | 最佳美術指導           | 黃炳耀                         | 提名 |
| 2022 | 第40屆香港電影金像獎           | 最佳服裝造型設計       | 吳里璐、葉嘉茵                 | 獲獎 |
| 2022 | 第40屆香港電影金像獎           | 最佳音響效果           | 杜篤之、吳書瑤                 | 獲獎 |
| 2022 | 第40屆香港電影金像獎           | 最佳視覺效果           | 余國亮、林嘉樂、梁偉民、洪敏詩 | 獲獎 |
| 2022 | 第40屆香港電影金像獎           | 最佳原創電影音樂       | 趙增熹、張人傑                 | 提名 |
| 2022 | 大阪亞洲電影節                 | 「觀客賞」             | 《梅艷芳》                     | 獲獎 |
| 2022 | 大阪亞洲電影節                 | 特別推薦獎             | 《梅艷芳》                     | 獲獎 |
| 2022 | 北京大学生电影节               | 最受大学生欢迎年度新人 | 王丹妮                         | 獲獎 |
| 2022 | 亚洲影艺创意大奖               | 最佳女主角（香港）     | 王丹妮                         | 獲獎 |
| 2022 | 亚洲影艺创意大奖               | 最佳摄影（香港）       | 潘耀明                         | 獲獎 |
| 2022 | 第35屆中國電影金雞獎           | 最佳女主角             | 王丹妮                         | 提名 |
| 2022 | 第35屆中國電影金雞獎           | 最佳導演               | 梁樂民                         | 提名 |
| 2022 | 第35屆中國電影金雞獎           | 最佳錄音               | 杜篤之、吳書瑤                 | 提名 |
| 2023 | 第16屆亞洲電影大獎             | 最佳新演員             | 王丹妮                         | 提名 |
| 2023 | 第16屆亞洲電影大獎             | 最佳造型設計           | 吳里璐、葉嘉茵                 | 獲獎 |
| 2023 | 第16屆亞洲電影大獎             | 最佳音響               | 杜篤之、吳書瑤                 | 獲獎 |

## 外部連結
- 香港影庫上《梅艷芳》的資料（繁體中文）
- 豆瓣电影上《梅艷芳》的資料 （简体中文）
- 互联网电影数据库（IMDb）上《梅艷芳》的资料（英文）
- 梅艷芳 - Disney+
- 梅艷芳（導演版） - Disney+